# ليون كرينشاو
ليون كرينشاو (بالإنجليزية: Leon Crenshaw)‏ هو لاعب كرة قدم أمريكية أمريكي، ولد في 14 يوليو 1943، وتوفي في 22 أغسطس 2008.